# Westford, Vermont
Westford är en kommun (town) i Chittenden County i delstaten Vermont i USA. Vid folkräkningen år 2000 bodde 2 087 personer på orten. Den har enligt United States Census Bureau en area på totalt 101,8 km², varav 0,1 km² är vatten.  